# 软皮桂
软皮桂（学名：Cinnamomum liangii）是樟科肉桂属的植物。分布在越南以及中国大陆的广西、广东等地，生长于海拔400米至900米的地区，多生在山谷灌丛及常绿阔叶林中。

## 别名
向阳樟（海南植物志）